# Karl-Heinrich Bodenschatz
Karl-Heinrich Bodenschatz (Rehau, 10 december 1890 – Erlangen, 25 augustus 1979) was een Duits officier en General der Flieger tijdens de Tweede Wereldoorlog en de adjudant van Hermann Göring.

## Militaire opleiding
Karl-Heinrich Bodenschatz nam na zijn middelbare school op 27 juli 1910 dienst bij het Königlich Bayerisches 8. Infanterie-Regiment "Großherzog Friedrich II. von Baden". Op 12 maart 1911 werd hij Fähnrich en op 28 oktober 1912 Leutnant.

## Eerste Wereldoorlog
Bij het uitbreken van de Eerste Wereldoorlog werd hij met zijn regiment aan het westfront geplaatst. Op 16 maart 1916 werd hij Oberleutnant. Van 15 juli tot 20 augustus 1916 volgde hij een opleiding als waarnemer bij het Flug-Ersatz-Bataillon te Schleißheim. In oktober 1916 werd hij adjudant bij de Jagdstaffel 2 van Oswald Boelcke. Nadat Boelcke verongelukt was, moest Bodenschatz zijn lichaam naar huis voeren. In februari 1917 werd Bodenschatz adjudant van Manfred von Richthofen, eerst bij Jagdstaffel 11 en vanaf juni bij het Jagdgeschwader Nr. 1. Na de dood van von Richthofen in april en de dood van diens opvolger Wilhelm Reinhard in juli werd Hermann Göring commodore van het Geschwader en werd Bodenschatz zijn adjudant en vriend.

## Interbellum
Na het einde van de oorlog nam de Reichswehr Bodenschatz over en werd hij werkzaam bij het Reichswehr-Infanterie-Regiment 45. Op 1 maart 1921 ging hij naar het 21e Beierse infanterieregiment. Van 1 oktober 1930 tot 31 maart 1933 werkte Bodenschatz in de staf van de Kommandantur Ingolstadt. Op 1 april 1932 werd hij Major.
Op 1 april 1933 ging Bodenschatz naar het Reichsluftfahrtministerium te Berlijn als persoonlijk raadgever van  Hermann Göring. Bij de oprichting van het Volksgerichtshof in 1934 werd Bodenschatz bijzitter. In augustus 1935 werd hij adjudant van de Luftwaffe bij Adolf Hitler.
Vanaf juni 1936 was Bodenschatz kabinetschef van de Pruisische minister-president Hermann Göring. Op 1 februari 1938 werd hij Generalmajor.

## Tweede Wereldoorlog
Van april 1938 tot het einde van de Tweede Wereldoorlog was hij kabinetschef van het Reichsluftfahrtministerium en tegelijk verbindingsofficier van Hermann Göring bij Hitler. Op 1 maart 1941 werd hij lid van de NSDAP. Op 1 juli 1941 werd hij General der Flieger.
In de loop van de oorlog werkte hij in de Führerhauptquartieren van Hitler. Op 20 juli 1944 raakte Bodenschatz zwaargewond door een mislukte moordaanslag op Hitler door Claus Schenk Graf von Stauffenberg.

## Krijgsgevangene
Van 1945 tot 1947 was Bodenschatz Amerikaans krijgsgevangene. Tot augustus 1945 verbleef hij in kamp Ashcan te Mondorf-les-Bains. Bij de processen van Nürnberg getuigde hij in het voordeel van Hermann Göring.

## Militaire loopbaan
- Fähnrich: 12 maart 1911[1]
- Leutnant: 28 oktober 1912[1]
- Oberleutnant: 16 maart 1916[1]
- Hauptmann: 28 september 1920[1]
- Major: 1 april 1932[1]
- Oberstleutnant: 1 oktober 1934[1]
- Oberst: 1 augustus 1935[1]
- Generalmajor: 1 februari 1938[1]
- Generalleutnant: 1 januari 1940[1]
- General der Flieger: 1 juli 1941[1]

## Decoraties
- IJzeren Kruis 1914, 1e Klasse en 2e Klasse
- Duitse Kruis in Zilver op 30 mei 1942 als General der Flieger en Chef van het Ministeramts des Reichsminister der Luftfahr en Opperbevelhebber van de Luftwaffe[1][2][3]
- Orde van Militaire Verdienste, 4e Klasse mit Zwaarden
- Ridderkruis der Tweede Klasse in de Orde van de Leeuw van Zähringen  met Zwaarden op 6 oktober 1914
- Gewondeninsigne 1939, speciale versie "20 juli 1944" in goud op 20 juli 1944[3]
- Gewondeninsigne 1918 in Zwart en Zilver
- IJzeren Halve Maan
- Gouden Ereteken van de NSDAP op 10 december 1940
- Kruis voor Oorlogsverdienste, 1e Klasse[3] en 2e Klasse[3] met Zwaarden
- Orde van het Vrijheidskruis, 1e Klasse met Eikenloof met Zwaarden op 25 maart 1942[3]
- Flieger-Erinnerungsabzeichen
- Dienstonderscheiding van Leger en Marine, 1e Klasse (25 dienstjaren)
- Kriegs-Erinnerungs-Ärmelband “Jadgeschwader Freiherr von Richthofen Nr. 1 1917/1918“[1]
- Gezamenlijke Piloot-Observatiebadge in Goud met Diamanten[1][3]